# Coronium (slak)
Coronium is een geslacht van weekdieren uit de klasse van de Gastropoda (slakken).

## Soorten
- Coronium acanthodes (Watson, 1882)
- Coronium coronatum (Penna-Neme & Leme, 1978)
- Coronium elegans Simone, 1996
- Coronium oblongum Simone, 1996
- Coronium petalos Houart & Sellanes, 2010
- Coronium wilhelmense (Ramirez Bohme, 1981)